# Motorcykelmotor

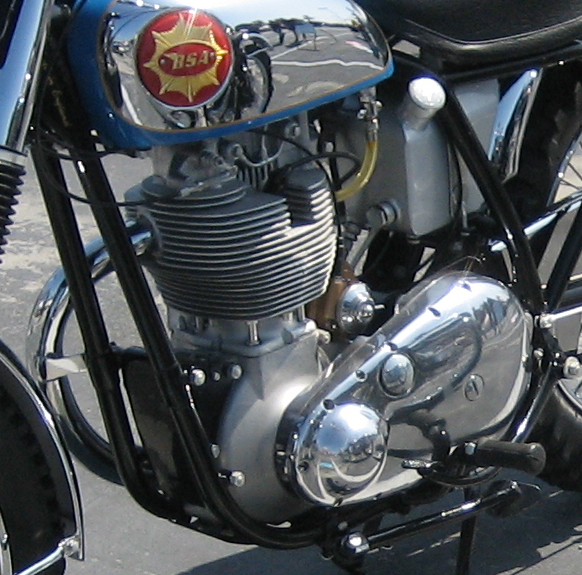
En BSA Spitfire-motor.

En motorcykelmotor är nästan alltid en kolvmotor som driver en motorcykel. Det finns ett antal olika motortyper; både tvåtaktsmotorer och fyrtaktsmotorer. Såväl luftkylda som vätskekylda motorer förekommer. Mer sällsynta är wankelmotorer och elmotorer.